# トゥインクル (堂島孝平のアルバム)
『トゥインクル』は、堂島孝平の3枚目のオリジナルアルバム。1997年2月21日に日本コロムビアより発売された。

## 概要
前作『陽だまりの中に』から1年ぶりに発売された。

## 収録曲
（全曲、作詞・作曲：堂島孝平、編曲：中山努・堂島孝平）
1. ロンサム パレード
6枚目のシングル。
2. のらくら
3. レイニーフェイス
4. うらら
5. ゾンビのカーニバル
6. ジョニーはひとりぼっち
7. 白百合
8. 煙突そうじ
9. サイドカー
10. ずっと僕達は
4枚目のシングル。
11. めぐり逢えたら
5枚目のシングル。
12. きら星